# Liga Nacional de Fútbol de Guatemala
Liga Nacional de Fútbol de Guatemala este un campionat de fotbal din zona CONCACAF.

## Echipe
| 2010-11                   |                |
| Echipă                    | Locație        |
| Comunicaciones            | Guatemala City |
| Heredia Jaguares          | San José       |
| Juventud Retalteca        | Retalhuleu     |
| Marquense                 | San Marcos     |
| Malacateco                | Malacatán      |
| Mictlán                   | Asunción Mita  |
| Municipal                 | Guatemala City |
| Peñarol La Mesilla        | Huehuetenango  |
| Suchitepéquez             | Mazatenango    |
| Universidad De San Carlos | Guatemala City |
| Xelajú                    | Quetzaltenango |
| Xinabajul                 | Huehuetenango  |

## Campioane
| Campioane la amatori                         |                |                   |
| Echipe                                       | Locație        | Nr. de campionate |
| Universidad SC (inițial Escuela de Medicina) | Guatemala City | 6                 |
| Tipografia Nacional                          | Guatemala City | 3                 |
| Allies                                       | Guatemala City | 2                 |
| Cibeles                                      | Guatemala City | 2                 |
| Escuela Politécnica                          | Guatemala City | 2                 |
| Guatemala FC (inițial Escuela Normal)        | Guatemala City | 2                 |
| Hércules                                     | Guatemala City | 2                 |
| La Joya                                      | Guatemala City | 2                 |
| Quetzal                                      | Guatemala City | 1                 |

| Campioane la profesioniști |                |                   |
| Echipe                     | Locație        | Nr. de campionate |
| Municipal                  | Guatemala City | 28                |
| Comunicaciones             | Guatemala City | 22                |
| Club Aurora                | Guatemala City | 8                 |
| Xelajú                     | Quetzaltenango | 4                 |
| Tipografia Nacional        | Guatemala City | 3                 |
| Deportivo Jalapa           | Jalapa         | 2                 |
| Cobán Imperial             | Alta Verapaz   | 1                 |
| Suchitepéquez              | Mazatenango    | 1                 |